# SIG Sauer P229
SIG Sauer P229 — самозарядний пістолет швейцарсько-німецької компанії SIG Sauer. Пістолет почав випускатись у 1992 році на американському заводі Sigarms і відрізнявся від попередньої моделі 1989 року P228 деякими нюансами конструкції і дизайну.

## Історія
Пістолет SIG Sauer P229 почав випускатись на американському заводі Sigarms у 1992 році. Випуск нової моделі був пов'язаний з новими вимогами правоохоронних органів США, які вимагали пістолета, який міг би використовувати не тільки один патрон 9×19 мм Парабелум (який більш поширений в Європі, ніж в Америці), а й під інші, більш потужні. P229 відрізнявся від P228 конструкцією і формою затвора, який тепер вироблявся машинною обробкою з литої сталевої заготовки, замість штампування з сталевого листа, як це було раніше. Така конструктивна зміна була викликана тим, що пістолет хотіли пристосувати під новий, на той час, потужніший патрон .40 S&W. Пістолети, які були зібрані в США, мали алюмінієві рамки з ударно-спусковим механізмом, який був виготовлений на заводі Sauer в Німеччині, і американські затвори. Пізніше з'явилися версії під патрон 9×19 мм Парабелум і .357 SIG. У пістолета P229 є суттєва перевага над P228: на ньому можна змінювати калібр, просто замінивши ствол.

## Конструкція
Пістолет P229 використовують для перезарядки енергію віддачі при короткому ході ствола. Замикання ствола здійснюється за модифікованою схемою Браунінга — одним потужним виступом на казенній частині ствола за вікно для викиду гільз. Зниження ствола для відмикання здійснюється при взаємодії фігурного вирізу в припливі під казенною частиною ствола зі сталевим вкладишем рамки. Сама рамка пістолета виконана з алюмінієвого сплаву, пістолети останніх випусків також можуть мати більш важку рамку з нержавіючої сталі. Кожух затвора виконаний фрезеруванням зі сталевої заготовки, в його задній частині знаходиться масивний сталевий вкладиш — затвор, жорстко закріплений поперечним штифтом. Ударно-спусковий механізм — самозарядний, з відкрито розташованим курком і автоматичним блокуванням ударника при ненатиснутому спусковому гачку. Неавтоматичних запобіжників пістолет не має, на лівій стороні рамки позаду спускового гачка розташований важіль безпечного спуску курка з бойового взводу. Прицільні пристосування відкриті, на службових варіантах — нерегульовані, з білими або світлими вставками. Цілик встановлений на затворі в поперечному пазу типу «ластівчин хвіст». Магазини дворядні, засувка магазина розташована збоку на рукоятці.

## Оператори
- Бангладеш
- Канада
- Німеччина
- Греція
- Пакистан
- Швеція
- Туреччина
- Велика Британія
- США